# Підгаєцький деканат УГКЦ
Підгаєцький деканат (протопресвітеріат) Бучацької єпархії УГКЦ — релігійна структура УГКЦ, що діє на території Тернопільської області України.

## Декани
Декан (протопресвітер) Підгаєцький — о. Василь Майка.

## Парафії деканату
| Парафії                                           | Населені пункти |
| ------------------------------------------------- | --------------- |
| Всіх святих українського народу                   | м. Підгайці     |
| Святої Параскеви П'ятниці                         | с. Білокриниця  |
| Святого Миколая                                   | с. Боків        |
| Покрови Пресвятої Богородиці                      | с. Бронгалівка  |
| Святого архістратига Михаїла                      | с. Вага         |
| Святого Миколая                                   | с. Вербів       |
| Святого архістратига Михаїла                      | с. Гнильче      |
| Святих чудотворців і безсрібників Косми і Дам'яна | с. Голгоча      |
| Зіслання Святого Духа                             | с. Завалів      |
| Різдва Пресвятої Богородиці                       | с. Затурин      |
| Святого архістратига Михаїла                      | с. Лиса         |
| Різдва Пресвятої Богородиці                       | с. Литвинів     |
| Святої Параскеви Терновської                      | с. Мирне        |
| Собору Пресвятої Богородиці                       | с. Михайлівка   |
| Покрови Пресвятої Богородиці                      | с. Мозолівка    |
| Святого Василія Великого                          | с. Мужилів      |
| Покрови Пресвятої Богородиці                      | с. Мужилів      |
| Святого Миколая                                   | с. Новосілка    |
| Різдва Пресвятої Богородиці                       | с. Новосілка    |
| Введення в храм Пресвятої Богородиці              | с. Новосілка    |
| Святого Миколая                                   | с. Носів        |
| Святих верховних апостолів Петра і Павла          | с. Пановичі     |
| Святих верховних апостолів Петра і Павла          | с. Поплави      |
| Покрови Пресвятої Богородиці                      | с. Рудники      |
| Перенесення мощей святого Миколая                 | с. Середнє      |
| Святих верховних апостолів Петра і Павла          | с. Сільце       |
| Святого Юрія                                      | с. Старе Місто  |
| Пресвятої Трійці                                  | с. Степове      |
| Покрови Пресвятої Богородиці                      | с. Угринів      |
| Покрови Пресвятої Богородиці                      | с. Червень      |
| Святого архістратига Михаїла                      | с. Юстинівка    |
| Різдва святого Івана Хрестителя                   | с. Яблунівка    |